# Antoon van der Steen

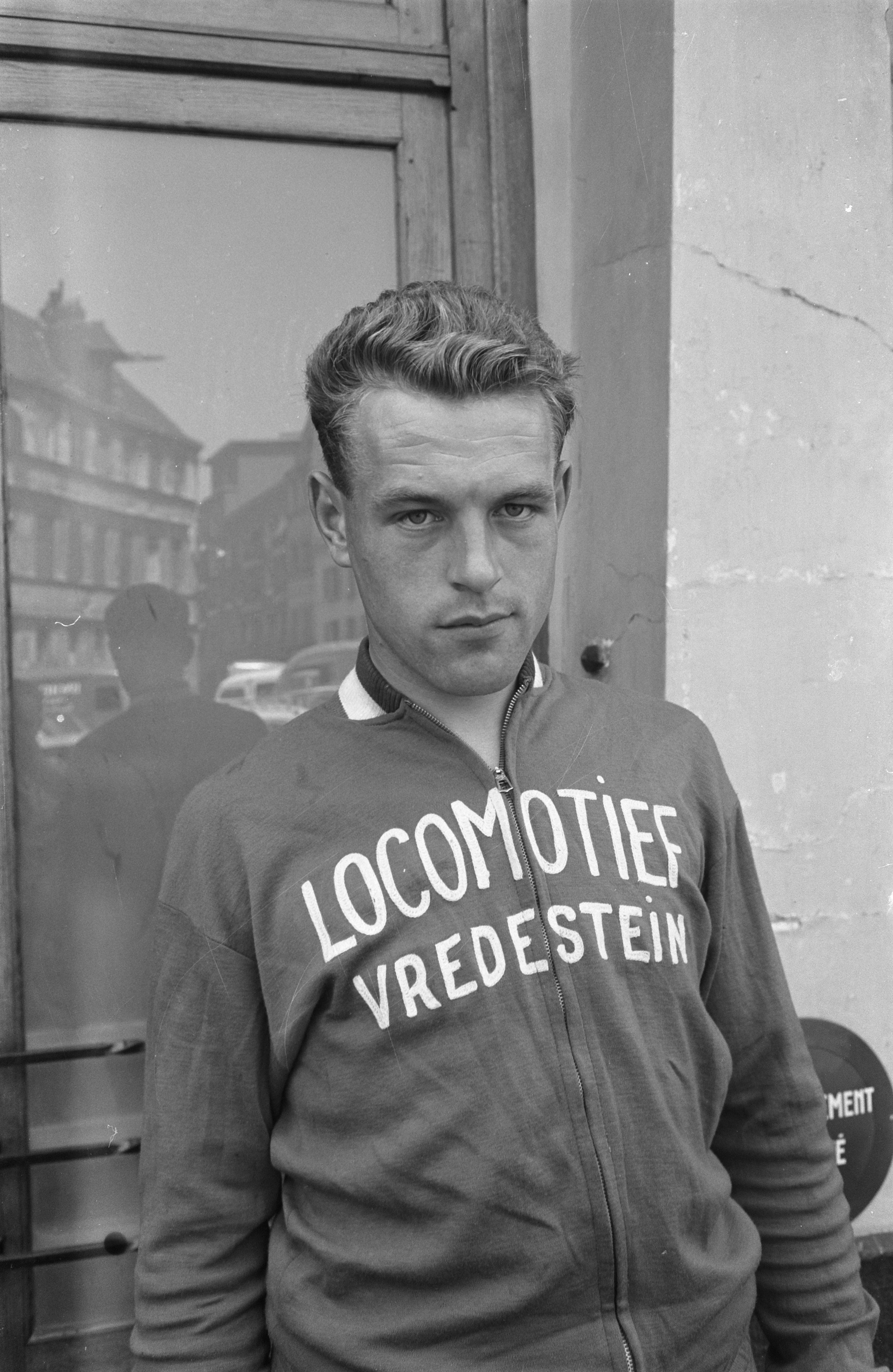
Antoon van der Steen 1961

Antoon van der Steen (* 19. Januar 1936 in Etten-Leur; † 31. Oktober 2019 ebenda) war ein niederländischer Radrennfahrer.

## Sportliche Laufbahn
Als Amateur wurde er 1959 Dritter der Olympia’s Tour, die Huub Zilverberg gewonnen hatte. Van der Steen war von 1959 bis 1962 Berufsfahrer im Radsportteam Locomotief-Vredestein.  Dort war er Helfer von Wim van Est.  Seine bedeutendsten Siege als Profi erzielte er 1960 mit einem Etappensieg in der Luxemburg-Rundfahrt und 1961 auf einem Tagesabschnitt der Holland-Rundfahrt. 1960 wurde er Dritter der nationalen Meisterschaft im Straßenrennen beim Sieg von Bas Maliepaard.
1961 bestritt er die Tour de France und beendete die Rundfahrt als 64. des Klassements. 1962 schied er in der Vuelta a España aus.